# HD 101604
HD 101604，又名BD+55 1481，SAO 28101、HR 4500，是一颗恒星，视星等为6.27，位于銀經142.47，銀緯59.23，其B1900.0坐标为赤經11h 36m 18.6s，赤緯+55° 59.23′ 34″。